# Теорема віріалу
Теорема віріалу — співвідношення, яке пов'язує середню кінетичну енергію системи частинок із силами, які в ній діють. Для класичної системи матеріальних точок теорема віріалу доведена у 1870 Клаузіусом.

## Віріал
Віріал {\displaystyle G} для множини {\displaystyle N} точкових частинок у механіці визначається як:
{\displaystyle G=\sum _{k=1}^{N}\mathbf {p} _{k}\cdot \mathbf {r} _{k},}
де {\displaystyle \mathbf {r} _{k}} і {\displaystyle \mathbf {p} _{k}} — просторові вектори координат та імпульсів для {\displaystyle k}-ї частинки.
Вираз «віріал» походить від латинських слів «vis», «viris» — «сила» або «енергія». Його запровадив Рудольф Клаузіус у 1870 році.

## Опис теореми
Для стабільної системи, зв'язаної потенціальними силами, справедлива теорема віріалу:
{\displaystyle 2\langle T\rangle =-\sum _{k=1}^{N}\langle \mathbf {F} _{k}\cdot \mathbf {r} _{k}\rangle ,}
де {\displaystyle \langle T\rangle } — середня повна кінетична енергія і {\displaystyle \mathbf {F} _{k}} — сила, що діє на {\displaystyle k}-ту частинку.
У частинному випадку, коли відповідна силі потенціальна енергія взаємодії {\displaystyle V(r)} пропорційна {\displaystyle n}-му степеню відстані між частинками {\displaystyle r}, теорема віріалу приймає просту форму
{\displaystyle 2\langle T\rangle =n\langle U\rangle .}
Іншими словами, подвоєна середня повна кінетична енергія {\displaystyle T} дорівнює {\displaystyle n}-кратній середній повній потенціальній енергії {\displaystyle U}.
Значення теореми віріалу полягає в тому, що вона дозволяє вирахувати середню повну кінетичну енергію навіть для дуже складних систем, що кидає виклик точним розв'якам, які розглядає, наприклад, статистична механіка. Наприклад, теорему віріалу можна використовувати для виведення еквіпарціальної теореми (теорема про рівномірність розподілу енергії за степенями свободи) або вирахувати границю Чандрасекара для стабільності білого карлика.

## Похідна по часу й усереднення
Похідну по часу від віріалу можна записати
{\displaystyle {\frac {dG}{dt}}=\sum _{k=1}^{N}{\frac {d\mathbf {p} _{k}}{dt}}\cdot \mathbf {r} _{k}+\sum _{k=1}^{N}\mathbf {p} _{k}\cdot {\frac {d\mathbf {r} _{k}}{dt}}=}
{\displaystyle =\sum _{k=1}^{N}\mathbf {F} _{k}\cdot \mathbf {r} _{k}+\sum _{k=1}^{N}m_{k}{\frac {d\mathbf {r} _{k}}{dt}}\cdot {\frac {d\mathbf {r} _{k}}{dt}}}
або в простішій формі
{\displaystyle {\frac {dG}{dt}}=2T+\sum _{k=1}^{N}\mathbf {F} _{k}\cdot \mathbf {r} _{k}.}
Тут {\displaystyle m_{k}} маса {\displaystyle k}-ї частинки, {\displaystyle \mathbf {F} _{k}={\frac {d\mathbf {p} _{k}}{dt}}} — повна сила, що діє на частинку, а {\displaystyle T} — повна кінетична енергія системи
{\displaystyle T={\frac {1}{2}}\sum _{k=1}^{N}m_{k}v_{k}^{2}={\frac {1}{2}}\sum _{k=1}^{N}m_{k}{\frac {d\mathbf {r} _{k}}{dt}}\cdot {\frac {d\mathbf {r} _{k}}{dt}}.}
Усереднення цієї похідної за час {\displaystyle \tau } визначається наступним чином:
{\displaystyle \left\langle {\frac {dG}{dt}}\right\rangle _{\tau }={\frac {1}{\tau }}\int \limits _{0}^{\tau }{\frac {dG}{dt}}\,dt={\frac {1}{\tau }}\int \limits _{0}^{\tau }dG={\frac {G(\tau )-G(0)}{\tau }},}
звідки отримуємо точне рішення
{\displaystyle \left\langle {\frac {dG}{dt}}\right\rangle _{\tau }=2\langle T\rangle _{\tau }+\sum _{k=1}^{N}\langle \mathbf {F} _{k}\cdot \mathbf {r} _{k}\rangle _{\tau }.}

## Твердження теореми
Теорема віріалу стверджує:
Якщо {\displaystyle \left\langle {\frac {dG}{dt}}\right\rangle _{\tau }=0}, то
{\displaystyle 2\langle T\rangle _{\tau }=-\sum _{k=1}^{N}\langle \mathbf {F} _{k}\cdot \mathbf {r} _{k}\rangle _{\tau }.}
Є декілька причин того, чому зникає усереднення по часу, тобто {\displaystyle \left\langle {\frac {dG}{dt}}\right\rangle _{\tau }=0}. Одна часто цитована причина апелює до зв'язаних систем, тобто до систем, які залишаються обмеженими в просторі. В цьому випадку віріал {\displaystyle G^{\mathrm {bound} }} зазвичай обмежений двома границями, {\displaystyle G_{\min }} і {\displaystyle G_{\max }}, і середнє прямує до нуля в межах дуже довгих часів {\displaystyle \tau }:
{\displaystyle \lim _{\tau \to \infty }\left|\left\langle {\frac {dG^{\mathrm {bound} }}{dt}}\right\rangle _{\tau }\right|=\lim _{\tau \to \infty }\left|{\frac {G(\tau )-G(0)}{\tau }}\right|\leqslant \lim _{\tau \to \infty }{\frac {G_{\max }-G_{\min }}{\tau }}=0.}
Якщо середнє значення похідної по часу {\displaystyle \left\langle {\frac {dG}{dt}}\right\rangle _{\tau }\approx 0}, теорема віріалу має той самий ступінь наближення.

## Співвідношення з потенціальною енергією
Повна сила {\displaystyle \mathbf {F} _{k}}, що діє на частинку {\displaystyle k}, це сума всіх сил, що діють з боку інших частинок {\displaystyle j} в системі
{\displaystyle \mathbf {F} _{k}=\sum _{j=1}^{N}\mathbf {F} _{jk},}
де {\displaystyle \mathbf {F} _{jk}} — сила, що діє на частинку {\displaystyle j} з боку частинки {\displaystyle k}. Звідси, доданок у похідній по часу від віріалу, що містить силу, можна переписати у вигляді:
{\displaystyle \sum _{k=1}^{N}\mathbf {F} _{k}\cdot \mathbf {r} _{k}=\sum _{k=1}^{N}\sum _{j=1}^{N}\mathbf {F} _{jk}\cdot \mathbf {r} _{k}.}
Оскільки відсутня самодія (тобто {\displaystyle \mathbf {F} _{jk}=0}, де {\displaystyle j=k}), отримаємо:
{\displaystyle \sum _{k=1}^{N}\mathbf {F} _{k}\cdot \mathbf {r} _{k}=\sum _{k=1}^{N}\sum _{j<k}\mathbf {F} _{jk}\cdot \mathbf {r} _{k}+\sum _{k=1}^{N}\sum _{j>k}\mathbf {F} _{jk}\cdot \mathbf {r} _{k}=\sum _{k=1}^{N}\sum _{j<k}\mathbf {F} _{jk}\cdot (\mathbf {r} _{k}-\mathbf {r} _{j}),}
де припускається, що виконується третій закон Ньютона, тобто {\displaystyle \mathbf {F} _{jk}=-\mathbf {F} _{kj}} (рівні за модулем і протилежні за напрямком).
Часто трапляється, що сили можуть бути отримані з потенціальної енергії {\displaystyle V}, яка є функцією лише відстані {\displaystyle r_{jk}} між точковими частинками {\displaystyle j} і {\displaystyle k}. Оскільки сила — це градієнт потенціальної енергії з протилежним знаком, то 
{\displaystyle \mathbf {F} _{jk}=-\nabla _{\mathbf {r} _{k}}V=-{\frac {dV}{dr}}{\frac {\mathbf {r} _{k}-\mathbf {r} _{j}}{r_{jk}}},}
що дорівнює за модулем і протилежний за напрямком вектору {\displaystyle \mathbf {F} _{kj}=-\nabla _{\mathbf {r} _{j}}V} — силі, що діє з боку частинки {\displaystyle k} на частинку {\displaystyle j}. Це можна показати простими обрахунками. Звідси силовий доданок у похідній по часу від віріалу дорівнює
{\displaystyle \sum _{k=1}^{N}\mathbf {F} _{k}\cdot \mathbf {r} _{k}=\sum _{k=1}^{N}\sum _{j<k}\mathbf {F} _{jk}\cdot (\mathbf {r} _{k}-\mathbf {r} _{j})=-\sum _{k=1}^{N}\sum _{j<k}{\frac {dV}{dr}}{\frac {(\mathbf {r} _{k}-\mathbf {r} _{j})^{2}}{r_{jk}}}=-\sum _{k=1}^{N}\sum _{j<k}{\frac {dV}{dr}}r_{jk}.}

## Застосування до сил, що залежать від відстані степеневим чином
Часто виявляється, що потенціальна енергія {\displaystyle V} має вигляд степеневої функції
{\displaystyle V(r_{jk})=\alpha r_{jk}^{n},}
де коефіцієнт {\displaystyle \alpha } і показник {\displaystyle n} — константи. В цьому випадку, силовий доданок у похідній від віріалу по часу задається наступними рівняннями
{\displaystyle -\sum _{k=1}^{N}\mathbf {F} _{k}\cdot \mathbf {r} _{k}=\sum _{k=1}^{N}\sum _{j<k}{\frac {dV}{dr}}r_{jk}=\sum _{k=1}^{N}\sum _{j<k}nV(r_{jk})=nU,}
де {\displaystyle U} — повна потенціальна енергія системи:
{\displaystyle U=\sum _{k=1}^{N}\sum _{j<k}V(r_{jk}).}
У таких випадках, коли середнє від похідної по часу від віріалу {\displaystyle \left\langle {\frac {dG}{dt}}\right\rangle _{\tau }=0}, виконується рівняння
{\displaystyle \langle T\rangle _{\tau }=-{\frac {1}{2}}\sum _{k=1}^{N}\langle \mathbf {F} _{k}\cdot \mathbf {r} _{k}\rangle _{\tau }={\frac {n}{2}}\langle U\rangle _{\tau }.}
Популярний приклад — гравітаційне тяжіння, для якого {\displaystyle n=-1}. В такому випадку, середня кінетична енергія — половина середньої від'ємної потенціальної енергії
{\displaystyle \langle T\rangle _{\tau }=-{\frac {1}{2}}\langle U\rangle _{\tau }.}
Цей результат є надзвичайно корисним для складних гравітаційних систем, типу сонячна система чи галактика, і також виконується для електростатичної системи, для якої {\displaystyle n=-1} теж.
Хоча цей вираз отриманий для класичної механіки, теорема віріалу також справедлива для квантової механіки.

## Врахування електромагнітних полів
Теорему віріалу можна узагальнити для випадку електричних і магнітних полів. Результат:
{\displaystyle {\frac {1}{2}}{\frac {d^{2}}{dt^{2}}}I+\int \limits _{V}x_{k}{\frac {\partial G_{k}}{\partial t}}\,d^{3}r=2(T+U)+W^{E}+W^{M}-\int x_{k}(p_{ik}+T_{ik})\,dS_{i},}
де {\displaystyle I} — момент інерції, {\displaystyle G} — вектор Пойнтінга, {\displaystyle T} — кінетична енергія «рідини», {\displaystyle U} — випадкова теплова енергія частинок, {\displaystyle W^{E}} і {\displaystyle W^{M}} — енергія електричного і магнітного полів в розглянутому об'ємі системи, {\displaystyle p_{ik}} — тензор тиску рідини виражений в локальній рухомій системі координат, супутньої рідини:
{\displaystyle p_{ik}=\Sigma n^{\sigma }m^{\sigma }\langle v_{i}v_{k}\rangle ^{\sigma }-V_{i}V_{k}\Sigma m^{\sigma }n^{\sigma }}
і {\displaystyle T_{ik}} — тензор напруженості електромагнітного поля:
{\displaystyle T_{ik}=\left({\frac {\varepsilon _{0}E^{2}}{2}}+{\frac {B^{2}}{2\mu _{0}}}\right)-\left(\varepsilon _{0}E_{i}E_{k}+{\frac {B_{i}B_{k}}{\mu _{0}}}\right).}
Плазмоїд — обмежена конфігурація магнітних полів і плазми. За допомогою теореми віріалу легко показати, що будь-яка конфігурація розширюється, якщо не стримується зовнішніми силами. В кінцевій конфігурації поверхневий інтеграл зникне без стискаючих стін або магнітних катушок. Оскільки всі інші доданки з права додатні, прискорення моменту інерції також буде додатне. Легко оцінити час розширення {\displaystyle \tau }. Якщо повна маса {\displaystyle M} обмежена в границях радіусу {\displaystyle R}, то момент інерції — приблизно {\displaystyle MR^{2}}, і ліва частина теореми віріалу — {\displaystyle MR^{2}/\tau ^{2}}. Доданки з права складають в цілому величину порядку {\displaystyle pR^{3}}, де {\displaystyle p} — більше з плазмового тиску або магнітного тиску. Прирівнявши ці два члени і вирішуючи рівняння для {\displaystyle \tau }, знаходимо:
{\displaystyle \tau \sim R/c_{s},}
де {\displaystyle c_{s}} є швидкістю йонної акустичної хвилі (або хвилі Альвена, якщо магнітний тиск вищий, ніж плазмовий тиск). Таким чином, час життя плазмоїду, як очікують, буде рівний за порядком величини акустичному (альвенівському) часу проходження.